# Ligue de libération nationale en Palestine
La Ligue de libération nationale en Palestine (arabe : عصبة التحرر الوطني في فلسطين, osbat at taharrur al watani fi falastin) était un parti politique de la Palestine mandataire, fondé au début de 1944 par des membres arabes du Parti communiste palestinien (qui avait connu une division entre membres juifs et arabes l'année précédente), Bulus Farah et ses suivants, et d'« autres intellectuels radicaux et syndicalistes ». Les fondateurs comprenaient Haidar Abdel-Shafi, Mukhlis Amer, Émile Habibi, Mufid Nashashibi et Émile Toma. Le parti publiait le journal Al-Ittihad à Haïfa, qui existe toujours. Il fut le seul parti arabe palestinien à soutenir le plan de partage de la Palestine de 1947, en accord avec la position de l'Union soviétique.
En octobre 1948, après la création de l'État d’Israël, la Ligue fusionna avec le Maki de manière inhabituelle. Les communistes arabes et juifs espérant toujours créer deux états selon les termes du plan de l'ONU, il fut décidé que le Maki et la Ligue fusionneraient dans les territoires que l'ONU avait attribué à l'état juif, et que la Ligue continuerait à exister de manière indépendante dans les zones d'Israël attribuées au futur état arabe selon le plan de l'ONU. Les dirigeants de la Ligue furent adjoints à un Comité central élargi du Maki. En pratique, la Ligue cessa rapidement d'exister en Israël à part en tant que « construction verbale », et en avril 1949, Al-Ittihad et son journal-frère en hébreu, Kol HaAm, abandonnèrent doucement toute référence à la Ligue de libération nationale en Palestine. Le 20 juillet 1949, l’Égypte démantela les restes de la Ligue à Gaza en arrêtant 33 personnes. En 1951, ses membres basés en Cisjordanie rejoignirent le Parti communiste jordanien.